# Vittorio Adorni
Pour les articles homonymes, voir Adorni.
Vittorio Adorni (né le 14 novembre 1937 à Parme en Émilie-Romagne et mort dans la même ville le 24 décembre 2022) est un coureur cycliste italien, professionnel de 1961 à 1970.

## Biographie

### Carrière de coureur cycliste
Honnête routier, Vittorio Adorni était avant tout un bon équipier, un précieux second avant de devenir un champion à part entière. Deuxième du Giro en 1963, deuxième du Championnat du monde en 1964, il parvient néanmoins à remporter le Giro en 1965.
Lors de l'année 1968, il est convaincu de dopage : contrôlé positif aux amphétamines lors du Tour de Sardaigne, il est exclu et suspendu un mois et lors du Giro, il fraude au contrôle antidopage,.
En 1968, il se classe deuxième du Giro derrière son leader, le Belge Eddy Merckx. Celui-ci saura, le moment venu, s'en souvenir pour remercier son fidèle équipier. En effet, toujours en 1968, le championnat du monde se déroule sur le circuit automobile d’Imola. Parti seul à 93 kilomètres de l’arrivée, Vittorio Adorni bénéficie, comme il se doit, de la protection de ses compatriotes italiens à l’arrière mais aussi, et surtout, de la neutralité bienveillante d’Eddy Merckx, qui ne se sent curieusement pas la force de rouler derrière cet adversaire d’un jour, mais aussi son lieutenant de tous les jours. À l’arrivée, Vittorio Adorni précède le peloton résigné de près de 10 minutes. Son jour de gloire.

### Reconversion
Après sa carrière sportive, Vittorio Adorni a été pendant plusieurs années commentateur des courses cyclistes pour la RAI, la télévision italienne.
Vittorio Adorni est l’ancien Président du Panathlon Club International. Le président suivant du Panathlon International est Enrico Prandi qui siège également dans la Commission Culturelle du Comité international olympique.
Vittorio Adorni a été nommé président du Conseil du cyclisme professionnel pour succéder à Hein Verbruggen et a également été coopté comme membre du Comité Directeur de l'Union cycliste internationale (UCI) lors de sa réunion du 11 octobre 2001, pour conserver le lien indispensable entre les deux instances.

## Palmarès

### Palmarès amateur
- 1958
  -  Champion d'Italie de poursuite indoor amateurs
- 1959
  -  Champion d'Italie sur route amateurs
  - Coppa Mario Menozzi
- 1960
  - La Nazionale a Romito Magra

### Palmarès professionnel
| - 1962 - 4e étape du Tour de Sardaigne - 15e étape du Tour d'Italie - 2e de Milan-Turin - 5e du Tour d'Italie - 6e du Grand Prix des Nations - 1963 - 5e et 6e étapes du Tour de Sardaigne - Tour des Quatre-Cantons - 1re et 16e (contre-la-montre) étapes du Tour d'Italie - 2e du Tour de Toscane - 2e du Tour d'Italie - 3e de Liège-Bastogne-Liège - 5e de Milan-San Remo - 1964 - Classement général du Tour de Sardaigne - 1re et 14e étapes du Tour d'Italie - Grand Prix Robbiano - 2e du Tour de Wallonie - 2e d'Anvers-Ougrée - 2e du championnat du monde sur route - 2e du Trophée Baracchi (avec Ercole Baldini) - 3e de Liège-Bastogne-Liège - 3e du Week-end ardennais - 3e de la Corsa Coppi - 4e du Tour d'Italie - 10e du Tour de France - 1965 - Tour de Romandie : - Classement général - 1reb et 3eb (contre-la-montre) étapes - Tour d'Italie : - Classement général - 6e, 13e (contre-la-montre) et 19e étapes - 2e de Milan-San Remo - 2e du championnat d'Italie sur route - 2e de Liège-Bastogne-Liège - 7e de Paris-Roubaix - 1966 - 1re étape du Tour de Sardaigne - 2ea étape de Paris-Nice - Tour de Belgique : - Classement général - 4e étape - 13e étape du Tour d'Italie (contre-la-montre) - Grand Prix de Lugano (contre-la-montre) - 2e du Grand Prix de Monaco - 3e de Paris-Nice - 6e du Tour de Lombardie - 7e du Tour d'Italie - 9e du Tour des Flandres | - 1967 - Tour de Romandie : - Classement général - 3ea étape - 20e étape du Tour d'Italie - Coppa Bernocchi - 2e de Tour de la province de Reggio de Calabre - 2e du Tour de Campanie - 2e du Grand Prix de Forli - 3e de Milan-Turin - 3e du championnat d'Italie sur route (Tour de Toscane) - 3e du Circuit de Larciano - 4e du Tour d'Italie - 5e de Liège-Bastogne-Liège - 1968 - Champion du monde sur route - 1re étape de Tirreno-Adriatico - Circuit de Larciano - 3ea étape de Paris-Luxembourg (contre-la-montre par équipes) - Grand Prix de Baden-Baden (avec Ferdinand Bracke) - 2e du Tour d'Italie - 3e du Tour de Sardaigne - 3e du Grand Prix de Forli - 5e du Tour d'Espagne - 1969 - Champion d'Italie sur route (Tour de la province de Reggio de Calabre) - Sassari-Cagliari - 5eb étape de Tirreno-Adriatico (contre-la-montre) - 2e et 3eb (contre-la-montre) étapes du Tour de Romandie - 22e étape du Tour d'Italie - Tour de Suisse : - Classement général - 5e et 9eb (contre-la-montre) étapes - 2e du Tour de Romandie - 2e du Grand Prix de Baden-Baden (avec Rudi Altig) - 1970 - 3e étape du Tour de Romandie - 10e du Tour d'Italie |

### Résultats sur les grands tours

#### Tour de France
3 participations :
- 1962 : hors délais (7e étape)
- 1964 : 10e
- 1965 : abandon (9e étape).

#### Tour d'Italie
10 participations :
- 1961 : 28e
- 1962 : 5e, vainqueur de la 15e étape
- 1963 : 2e, vainqueur des 1re et 16e (contre-la-montre) étapes,  maillot rose pendant 4 jours
- 1964 : 4e, vainqueur des 1re et 14e étapes,  maillot rose pendant 1 jour
- 1965 :  Vainqueur du classement général, vainqueur des 6e, 13e (contre-la-montre) et 19e étapes,  maillot rose pendant 12 jours
- 1966 : 7e, vainqueur de la 13e étape (contre-la-montre),  maillot rose pendant 2 jours
- 1967 : 4e, vainqueur de la 20e étape
- 1968 : 2e
- 1969 : 12e, vainqueur de la 22e étape
- 1970 : 10e

#### Tour d'Espagne
1 participation :
- 1968 : 5e.

### Distinctions-Challenges-Classements

#### Challenge San Silvestro d'Oro
- 1965 : 6e
- 1968 : 6e
- 1969 : 4e

#### Super Prestige Pernod
- 1964 : 8e

## Distinctions
- En 2002, Vittorio Adorni fait partie des coureurs retenus dans le Hall of Fame de l'Union cycliste internationale[5].
- Membre du Hall of Fame du Tour d'Italie : 2019[6]

## Décoration
- Chevalier grand-croix de l'ordre du Mérite de la République italienne (27 décembre 2012)